# Asynapta
Asynapta är ett släkte av tvåvingar som beskrevs av Friedrich Hermann Loew 1850. Asynapta ingår i familjen gallmyggor.

## Dottertaxa tillAsynapta, i alfabetisk ordning[1][2]
- Asynapta artocarpi
- Asynapta aurangabadensis
- Asynapta baltica
- Asynapta bharanthi
- Asynapta borealis
- Asynapta brachycera
- Asynapta breviata
- Asynapta cactophila
- Asynapta canadensis
- Asynapta caudata
- Asynapta cerasi
- Asynapta cerealis
- Asynapta citrinae
- Asynapta communis
- Asynapta dolichocera
- Asynapta flammula
- Asynapta flavida
- Asynapta frosti
- Asynapta fungivora
- Asynapta furcifer
- Asynapta gossypii
- Asynapta groverae
- Asynapta himalayensis
- Asynapta hopkinsi
- Asynapta ilicis
- Asynapta indica
- Asynapta inflata
- Asynapta lacunosa
- Asynapta laminata
- Asynapta longicollis
- Asynapta magdalini
- Asynapta mangiferae
- Asynapta marilandica
- Asynapta mira
- Asynapta northi
- Asynapta orientalis
- Asynapta pectoralis
- Asynapta phragmitis
- Asynapta populnea
- Asynapta rufomaculata
- Asynapta saliciperda
- Asynapta simplex
- Asynapta strobi
- Asynapta strobilophila
- Asynapta thuraui
- Asynapta umbra
- Asynapta vasiljevae